# Hat 2 da Back
«Hat 2 da Back» es una canción del grupo TLC de su álbum debut Ooooooohhh... On the TLC Tip (1992). Fue lanzada como cuarto y último sencillo del álbum. La canción contiene extractos de "Big Ole Butt" por LL Cool J y "What Makes You Happy" de KC and the Sunshine Band. "Hat 2 da Back" ocupó la posición 30 en Billboard Hot 100 y la posición 14 en Hot R&B/Hip-Hop Songs.

## Video musical
El video musical se basa en una versión remezclada de la canción. El video muestra al grupo cantando la canción durante una sesión de fotos y un concierto, donde un hombre los mira y fantasea con ellas con ropa ajustada en lugar de la ropa holgada que prefieren. Irónicamente, esto las presagió usando ropa gradualmente más ajustada y más femenina desde la era de CrazySexyCool en adelante. Los dúos de hip hop Kris Kross e 
Illegal aparecen en el video. En un episodio de MTV Past, Present and Future centrado en el grupo, Lopes expresó su descontento por la forma en que se editó el video, alegando que no coincidía con el mensaje de la canción.

## Listado de pistas
- US CD single[3]

1. "Hat 2 da Back" (Remix Radio Edit) – 4:12
2. "Hat 2 da Back" (Extended Remix) – 5:50
3. "Hat 2 da Back" (Remix Instrumental) – 4:12

- US 12-inch single[4]

(Note: On some versions of the 12-inch single, the "Remix Radio Edit" is not mentioned on the record sleeve but is contained on the label and recording proper. This was fixed on later pressings.)
A1. "Hat 2 da Back" (Extended Remix) – 5:50
A2. "Hat 2 da Back" (Remix Radio Edit) – 4:12
B1. "Hat 2 da Back" (Album Version) – 4:16
B2. "Hat 2 da Back" (Remix Instrumental) – 4:12
- US cassette single[5]

1. "Hat 2 da Back" (Radio Edit) – 4:07
2. "Hat 2 da Back" (Album Version) – 4:16

## Listas

### Listas semanales
| Chart (1993)                           | Peak position |
| -------------------------------------- | ------------- |
| Nueva Zelanda (Recorded Music NZ)      | 22            |
| Estados Unidos (Billboard Hot 100)     | 30            |
| Estados Unidos (Dance Singles Sales)   | 26            |
| Estados Unidos (Hot R&B/Hip-Hop Songs) | 14            |
| Estados Unidos (Rhythmic)              | 14            |

### Listas de fin de año
| Lista (1993)                         | Posición |
| ------------------------------------ | -------- |
| US Hot R&B/Hip-Hop Songs (Billboard) | 100      |